# Isla Feklistova
Isla Feklistova (en ruso: Остров Феклистова; Ostrov Feklistova) es una de las islas Chantar en el mar de Ojotsk. Con una superficie de 372 kilómetros cuadrados, es la segunda más grande del archipiélago. 
Feklistova se encuentra a unos 20 km al oeste de la isla Bolshoy Shantar, la isla principal del grupo. La isla está cubierta de bosques de taiga y tiene un lago de 3 km de longitud en su costa norte separado del mar por una barrera. 
Administrativamente la isla pertenece al krai de Jabárovsk en la Federación Rusa.